# Tour de France 2025
Tour de France 2025 var den 112. udgave af cykelløbet Tour de France. Det 3.302 km lange etapeløb med omkring 51.000 højdemeter begyndte 5. juli 2025 i Lille. Løbets sidste etape var søndag den 27. juli med afslutning på Avenue des Champs-Élysées i centrum af Paris. Løbets rute og 21 etaper blev præsenteret den 29. oktober 2024 i Palais des congrès de Paris.
For fjerde gang vandt slovenske Tadej Pogačar løbet, og for tredje gang endte danske Jonas Vingegaard på andenpladsen. Det var femte år i træk at de to ryttere endte på løbets to første pladser. Tyske Florian Lipowitz endte på tredjepladsen og vandt løbets ungdomskonkurrence.

## Ruten
Den 30. november 2023 blev det annonceret, at Grand Départ vil finde sted i Lille i departementet Nord. Den fulde rute blev offentliggjort af Christian Prudhomme ved en stor ceremoni i Palais des congrès de Paris den 29. oktober 2024. Ruten blev anset for at være i to halvdele, med flade og bakkede etaper på de første ti etaper, efterfulgt af bjergrige etaper i Pyrenæerne og Alperne, før den sidste målstreg kom på Avenue des Champs-Élysées i Paris. Løbet bød på fem bjergetaper hvor der var mål på toppen, herunder Col de la Loze og Mont Ventoux. I alt var der 67 klassificerede stigninger på de 21 etaper, hvoraf de ni var udenfor kategori (Hors catégorie). 18. etape blev regnet som årets “kongeetape” med tre stigninger udenfor kategori, mens enkeltstarten på 5. etape og sprinteretapen på 9. etape ikke havde nogle kategoriserede stigninger.
Der var samlet 44 km individuel enkeltstart, hvor 13. etape var en 11 km bjergenkeltstart på Col de Peyresourde. Det var første gang siden Tour de France 2020, at løbet udelukkende fandt sted i Frankrig.

## Pengepræmier
I alt blev der delt 2.577.731 euro, cirka 19.229.873 danske kroner, ud i præmiepenge i løbet af Tour de France. Løbsarrangør A.S.O. gav 2.305.250 euro, mens rytternes organisation tilføjede 11,82% på alle præmier, i alt 272.481 euro. Det var den største samlet præmiepulje i alle løb i landevejscykling, hvor Giro d'Italia uddelte cirka 1.6 million euro, og Vuelta a España, har en samlet sum på 1.1 million euro.

### Trøjer
Præmie for hver dag en rytter kørte i trøjen
- Den gule førertrøje: 500 euro (med undtagelse af 1. etape)
- Den grønne pointtrøje: 300 euro (med undtagelse af 1. etape)
- Den prikkede bjergtrøje: 300 euro (med undtagelse af 1. etape)
- Den hvide ungdomstrøje: 300 euro (med undtagelse af 1. etape)

Samlet sejr
 Den gule førertrøje: 500.000 euro
2. plads: 200.000 euro
3. plads: 100.000 euro
4. plads: 70.000 euro
5. plads: 50.000 euro
6. plads: 23.000 euro
7. plads: 11.500 euro
8. til 19. plads: 7.600 euro ned til 1.100 euro
20. - 160. plads: 1.000 euro 

 Den mørkegrønne pointtrøje: 25.000 euro 
2. plads: 15.000 euro
3. plads: 10.000 euro
4. plads: 4.000 euro
5. plads: 3.500 euro

 Den prikkede bjergtrøje: 25.000 euro
2. plads: 15.000 euro
3. plads: 10.000 euro
4. plads: 4.000 euro
5. plads: 3.500 euro

 Den hvide ungdomstrøje: 20.000 euro 
2. plads: 15.000 euro
3. plads: 10.000 euro
4. plads: 5.000 euro

 Holdkonkurrencen: 50.000 euro 
2. plads: 30.000 euro
3. plads: 20.000 euro
4. plads: 12.000 euro
5. plads: 8.000 euro

 Mest angrebsivrige rytter: 20.000 euro

### Etaper
- Etapevinder: 11.000 euro.

2. plads: 5.500 euro
3. plads: 2.800 euro
4. plads: 1.500
5. til 20. plads: 800 euro ned til 300 euro
- Vinder af indlagt spurt i pointkonkurrencen: 1.500 euro

2. plads: 1.000 euro
3. plads: 500 euro
- Mest angrebsivrige rytter: 2.000 euro
- Første ungdomsrytter over målstregen: 500 euro
- Bedste hold (tre første ryttere): 2.800 euro
- Første rytter på toppen af stigning:

Stigning uden for kategori: 800 euro
Kategori 1-stigning: 650 euro
Kategori 2-stigning: 500 euro
Kategori 3-stigning: 300 euro
Kategori 4-stigning: 200 euro

### Andre
Souvenir Jacques Goddet (først over Col du Tourmalet på 14. etape): 5.000 euro 

- Vundet af Lenny Martinez.

 Souvenir Henri Desgrange (først over Col de la Loze på 18. etape): 5.000 euro
- Vundet af Ben O'Connor.

 I anledning af at det var 50 år siden at den prikkede bjergtrøje blev indført med sit nuværende udseende, blev der uddelt 5.000 euro til rytteren der først nåede 50 point i bjergkonkurrencen. 
- Vundet af Lenny Martinez på 14. etape.

- Bedste holdkammerat: Efter 8. etape, 15. etape og 19. etape blev der uddelt 2.000 euro til den rytter der i perioden havde “været den bedste holdrytter som ofte er i skyggen af deres holds stjerne' (meilleur équiper).

- Vinder efter 8. etape: João Almeida (UAE Team Emirates XRG)
- Vinder efter 15. etape: Nils Politt (UAE Team Emirates XRG)
- Vinder efter 19. etape: Quinn Simmons (Lidl-Trek)

## Etaperne
| Etape     | Dato     | Start – Mål                       | type             | Afstand (km) | Elevation (m) | Etapevinder            | Førende rytter       |
| --------- | -------- | --------------------------------- | ---------------- | ------------ | ------------- | ---------------------- | -------------------- |
| 1. etape  | 5. jul.  | Lille – Lille                     | flad etape       | 184,9        | 1.035 m       | Jasper Philipsen       | Jasper Philipsen     |
| 2. etape  | 6. jul.  | Lauwin-Planque – Boulogne-sur-Mer | kuperet etape    | 209,1        | 2.164 m       | Mathieu van der Poel   | Mathieu van der Poel |
| 3. etape  | 7. jul.  | Valenciennes – Dunkerque          | flad etape       | 178,3        | 671 m         | Tim Merlier            | Mathieu van der Poel |
| 4. etape  | 8. jul.  | Amiens – Rouen                    | kuperet etape    | 174,2        | 1.675 m       | Tadej Pogačar          | Mathieu van der Poel |
| 5. etape  | 9. jul.  | Caen – Caen                       | enkeltstart      | 33           | 177 m         | Remco Evenepoel        | Tadej Pogačar        |
| 6. etape  | 10. jul. | Bayeux – Vire-Normandie           | kuperet etape    | 201,5        | 3.272 m       | Ben Healy              | Mathieu van der Poel |
| 7. etape  | 11. jul. | Saint-Malo – Mûr-de-Bretagne      | kuperet etape    | 197          | 2.315 m       | Tadej Pogačar          | Tadej Pogačar        |
| 8. etape  | 12. jul. | Saint-Méen-le-Grand – Laval       | flad etape       | 171,4        | 1.393 m       | Jonathan Milan         | Tadej Pogačar        |
| 9. etape  | 13. jul. | Chinon – Châteauroux              | flad etape       | 174,1        | 1.310 m       | Tim Merlier            | Tadej Pogačar        |
| 10. etape | 14. jul. | Ennezat – Puy de Sancy            | bjergetape       | 165,3        | 4.346 m       | Simon Yates            | Ben Healy            |
|           | 15. juli | Hviledag i Toulouse               | День отдыха      |              |               |                        |                      |
| 11. etape | 16. jul. | Toulouse – Toulouse               | flad etape       | 156,8        | 1.531 m       | Jonas Abrahamsen       | Ben Healy            |
| 12. etape | 17. jul. | Auch – Hautacam                   | bjergetape       | 180,6        | 3.876 m       | Tadej Pogačar          | Tadej Pogačar        |
| 13. etape | 18. jul. | Loudenvielle – Peyragudes         | bjergenkeltstart | 10,9         | 675 m         | Tadej Pogačar          | Tadej Pogačar        |
| 14. etape | 19. jul. | Pau – Superbagnères               | bjergetape       | 182,6        | 5.048 m       | Thymen Arensman        | Tadej Pogačar        |
| 15. etape | 20. jul. | Muret – Carcassonne               | kuperet etape    | 169,3        | 2.315 m       | Tim Wellens            | Tadej Pogačar        |
|           | 21. juli | Hviledag i Montpellier            | День отдыха      |              |               |                        |                      |
| 16. etape | 22. jul. | Montpellier – Mont Ventoux        | bjergetape       | 171,5        | 2.934 m       | Valentin Paret-Peintre | Tadej Pogačar        |
| 17. etape | 23. jul. | Bollène – Valence                 | flad etape       | 160,4        | 1.722 m       | Jonathan Milan         | Tadej Pogačar        |
| 18. etape | 24. jul. | Vif – Col de la Loze              | bjergetape       | 171,5        | 5.792 m       | Ben O'Connor           | Tadej Pogačar        |
| 19. etape | 25. jul. | Albertville – La Plagne           | bjergetape       | 93,1         | 3.431 m       | Thymen Arensman        | Tadej Pogačar        |
| 20. etape | 26. jul. | Nantua – Pontarlier               | kuperet etape    | 184,2        | 2.892 m       | Kaden Groves           | Tadej Pogačar        |
| 21. etape | 27. jul. | Mantes-la-Ville – Paris           | flad etape       | 132,3        | 856 m         | Wout van Aert          | Tadej Pogačar        |

## Trøjernes fordeling igennem løbet
| Etape     |                  | Vinder _               | Samlede stilling     | Pointtrøje       | Bjergtrøje      | Ungdomstrøje     | Mest angrebsivrige                | Holdkonkurrence            |
| --------- | ---------------- | ---------------------- | -------------------- | ---------------- | --------------- | ---------------- | --------------------------------- | -------------------------- |
| 1. etape  | flad etape       | Jasper Philipsen       | Jasper Philipsen     | Jasper Philipsen | Benjamin Thomas | Biniam Girmay    | Mattéo Vercher                    | Tudor Pro Cycling Team     |
| 2. etape  | kuperet etape    | Mathieu van der Poel   | Mathieu van der Poel | Jasper Philipsen | Tadej Pogačar   | Kévin Vauquelin  | Bruno Armirail                    | Groupama-FDJ               |
| 3. etape  | flad etape       | Tim Merlier            | Mathieu van der Poel | Jonathan Milan   | Tim Wellens     | Kévin Vauquelin  | ikke uddelt                       | Groupama-FDJ               |
| 4. etape  | kuperet etape    | Tadej Pogačar          | Mathieu van der Poel | Jonathan Milan   | Tadej Pogačar   | Kévin Vauquelin  | Lenny Martinez                    | Team Visma \| Lease a Bike |
| 5. etape  | enkeltstart      | Remco Evenepoel        | Tadej Pogačar        | Tadej Pogačar    | Tadej Pogačar   | Remco Evenepoel  | ikke uddelt                       | Team Visma \| Lease a Bike |
| 6. etape  | kuperet etape    | Ben Healy              | Mathieu van der Poel | Jonathan Milan   | Tim Wellens     | Remco Evenepoel  | Ben Healy                         | Team Visma \| Lease a Bike |
| 7. etape  | kuperet etape    | Tadej Pogačar          | Tadej Pogačar        | Tadej Pogačar    | Tim Wellens     | Remco Evenepoel  | Ewen Costiou                      | Team Visma \| Lease a Bike |
| 8. etape  | flad etape       | Jonathan Milan         | Tadej Pogačar        | Jonathan Milan   | Tim Wellens     | Remco Evenepoel  | Mathieu Burgaudeau Mattéo Vercher | Team Visma \| Lease a Bike |
| 9. etape  | flad etape       | Tim Merlier            | Tadej Pogačar        | Jonathan Milan   | Tim Wellens     | Remco Evenepoel  | Jonas Rickaert                    | Team Visma \| Lease a Bike |
| 10. etape | bjergetape       | Simon Yates            | Ben Healy            | Jonathan Milan   | Lenny Martinez  | Ben Healy        | Ben Healy                         | Team Visma \| Lease a Bike |
| 11. etape | flad etape       | Jonas Abrahamsen       | Ben Healy            | Jonathan Milan   | Lenny Martinez  | Ben Healy        | Jonas Abrahamsen                  | Team Visma \| Lease a Bike |
| 12. etape | bjergetape       | Tadej Pogačar          | Tadej Pogačar        | Jonathan Milan   | Tadej Pogačar   | Remco Evenepoel  | Bruno Armirail                    | Team Visma \| Lease a Bike |
| 13. etape | bjergenkeltstart | Tadej Pogačar          | Tadej Pogačar        | Jonathan Milan   | Tadej Pogačar   | Remco Evenepoel  | ikke uddelt                       | Team Visma \| Lease a Bike |
| 14. etape | bjergetape       | Thymen Arensman        | Tadej Pogačar        | Jonathan Milan   | Lenny Martinez  | Florian Lipowitz | Lenny Martinez                    | Team Visma \| Lease a Bike |
| 15. etape | kuperet etape    | Tim Wellens            | Tadej Pogačar        | Jonathan Milan   | Lenny Martinez  | Florian Lipowitz | Michael Storer                    | Team Visma \| Lease a Bike |
| 16. etape | bjergetape       | Valentin Paret-Peintre | Tadej Pogačar        | Jonathan Milan   | Tadej Pogačar   | Florian Lipowitz | Ben Healy                         | Team Visma \| Lease a Bike |
| 17. etape | flad etape       | Jonathan Milan         | Tadej Pogačar        | Jonathan Milan   | Tadej Pogačar   | Florian Lipowitz | Quentin Pacher                    | Team Visma \| Lease a Bike |
| 18. etape | bjergetape       | Ben O'Connor           | Tadej Pogačar        | Jonathan Milan   | Tadej Pogačar   | Florian Lipowitz | Ben O'Connor                      | Team Visma \| Lease a Bike |
| 19. etape | bjergetape       | Thymen Arensman        | Tadej Pogačar        | Jonathan Milan   | Tadej Pogačar   | Florian Lipowitz | Thymen Arensman                   | Team Visma \| Lease a Bike |
| 20. etape | kuperet etape    | Kaden Groves           | Tadej Pogačar        | Jonathan Milan   | Tadej Pogačar   | Florian Lipowitz | Harry Sweeny                      | Team Visma \| Lease a Bike |
| 21. etape | flad etape       | Wout van Aert          | Tadej Pogačar        | Jonathan Milan   | Tadej Pogačar   | Florian Lipowitz | ikke uddelt                       | Team Visma \| Lease a Bike |
| Samlet    | Samlet           |                        | Tadej Pogačar        | Jonathan Milan   | Tadej Pogačar   | Florian Lipowitz | Ben Healy                         | Team Visma \| Lease a Bike |

## Resultater

### Samlede stilling
| \| Samlede stilling \| Samlede stilling \| Samlede stilling \| Samlede stilling \| Samlede stilling \| \| Rytter \| Rytter \| Hold \| Tid \| \| \| ---------------- \| -------------------------- \| -------------------------- \| ---------------- \| ---------------- \| \| 1. \| Tadej Pogačar \| UAE Team Emirates XRG \| 76t 00' 32" \| \| \| 2. \| Jonas Vingegaard \| Team Visma \\| Lease a Bike \| + 4' 24" \| \| \| 3. \| Florian Lipowitz \| Red Bull-Bora-Hansgrohe \| + 11' 00" \| \| \| 4. \| Oscar Onley \| Team Picnic-PostNL \| + 12' 12" \| \| \| 5. \| Felix Gall \| Decathlon-AG2R La Mondiale \| + 17' 12" \| \| \| 6. \| Tobias Halland Johannessen \| Uno-X Mobility \| + 20' 14" \| \| \| 7. \| Kévin Vauquelin \| Arkéa-B&B Hotels \| + 22' 35" \| \| \| 8. \| Primož Roglič \| Red Bull-Bora-Hansgrohe \| + 25' 30" \| \| \| 9. \| Ben Healy \| EF Education-EasyPost \| + 28' 02" \| \| \| 10. \| Jordan Jegat \| Team TotalEnergies \| + 32' 42" \| \| \| 11. \| Ben O'Connor \| Team Jayco AlUla \| + 34' 34" \| \| \| 12. \| Thymen Arensman \| Ineos Grenadiers \| + 52' 41" \| \| \| 13. \| Jhonatan Narváez \| UAE Team Emirates XRG \| + 1t 04' 36" \| \| \| 14. \| Sergio Higuita \| XDS Astana Team \| + 1t 08' 19" \| \| \| 15. \| Simon Yates \| Team Visma \\| Lease a Bike \| + 1t 17' 30" \| \| |                            |                            |              |
| |                            |                            |              |
| Kilder: ProCyclingStats Cycling Quotient |                            |                            |              |
| Samlede stilling |                            |                            |              |
| Rytter | Rytter                     | Hold                       | Tid          |
| 1. | Tadej Pogačar              | UAE Team Emirates XRG      | 76t 00' 32"  |
| 2. | Jonas Vingegaard           | Team Visma \| Lease a Bike | + 4' 24"     |
| 3. | Florian Lipowitz           | Red Bull-Bora-Hansgrohe    | + 11' 00"    |
| 4. | Oscar Onley                | Team Picnic-PostNL         | + 12' 12"    |
| 5. | Felix Gall                 | Decathlon-AG2R La Mondiale | + 17' 12"    |
| 6. | Tobias Halland Johannessen | Uno-X Mobility             | + 20' 14"    |
| 7. | Kévin Vauquelin            | Arkéa-B&B Hotels           | + 22' 35"    |
| 8. | Primož Roglič              | Red Bull-Bora-Hansgrohe    | + 25' 30"    |
| 9. | Ben Healy                  | EF Education-EasyPost      | + 28' 02"    |
| 10. | Jordan Jegat               | Team TotalEnergies         | + 32' 42"    |
| 11. | Ben O'Connor               | Team Jayco AlUla           | + 34' 34"    |
| 12. | Thymen Arensman            | Ineos Grenadiers           | + 52' 41"    |
| 13. | Jhonatan Narváez           | UAE Team Emirates XRG      | + 1t 04' 36" |
| 14. | Sergio Higuita             | XDS Astana Team            | + 1t 08' 19" |
| 15. | Simon Yates                | Team Visma \| Lease a Bike | + 1t 17' 30" |

### Pointkonkurrencen
| Pointkonkurrence | Pointkonkurrence | Pointkonkurrence           | Pointkonkurrence | Pointkonkurrence |
| Rytter           | Rytter           | Hold                       | Point            |                  |
| ---------------- | ---------------- | -------------------------- | ---------------- | ---------------- |
| 1.               | Jonathan Milan   | Lidl-Trek                  | 372 point        |                  |
| 2.               | Tadej Pogačar    | UAE Team Emirates XRG      | 294 point        |                  |
| 3.               | Biniam Girmay    | Intermarché-Wanty          | 232 point        |                  |
| 4.               | Jonas Vingegaard | Team Visma \| Lease a Bike | 182 point        |                  |

### Bjergkonkurrencen
| Bjergkonkurrence | Bjergkonkurrence       | Bjergkonkurrence           | Bjergkonkurrence | Bjergkonkurrence |
| Rytter           | Rytter                 | Hold                       | Point            |                  |
| ---------------- | ---------------------- | -------------------------- | ---------------- | ---------------- |
| 1.               | Tadej Pogačar          | UAE Team Emirates XRG      | 119 point        |                  |
| 2.               | Jonas Vingegaard       | Team Visma \| Lease a Bike | 104 point        |                  |
| 3.               | Lenny Martinez         | Bahrain Victorious         | 97 point         |                  |
| 4.               | Thymen Arensman        | Ineos Grenadiers           | 85 point         |                  |
| 5.               | Ben O'Connor           | Team Jayco AlUla           | 51 point         |                  |
| 6.               | Valentin Paret-Peintre | Soudal Quick-Step          | 51 point         |                  |
| 7.               | Felix Gall             | Decathlon-AG2R La Mondiale | 46 point         |                  |
| 8.               | Primož Roglič          | Red Bull-Bora-Hansgrohe    | 43 point         |                  |
| 9.               | Oscar Onley            | Team Picnic-PostNL         | 42 point         |                  |
| 10.              | Michael Woods          | Israel-Premier Tech        | 38 point         |                  |

### Ungdomskonkurrencen
| Ungdomskonkurrence | Ungdomskonkurrence | Ungdomskonkurrence      | Ungdomskonkurrence | Ungdomskonkurrence |
| Rytter             | Rytter             | Hold                    | Tid                |                    |
| ------------------ | ------------------ | ----------------------- | ------------------ | ------------------ |
| 1.                 | Florian Lipowitz   | Red Bull-Bora-Hansgrohe | 76t 11' 32"        |                    |
| 2.                 | Oscar Onley        | Team Picnic-PostNL      | + 1' 12"           |                    |
| 3.                 | Kévin Vauquelin    | Arkéa-B&B Hotels        | + 11' 35"          |                    |
| 4.                 | Ben Healy          | EF Education-EasyPost   | + 17' 02"          |                    |
| 5.                 | Raúl García Pierna | Arkéa-B&B Hotels        | + 2t 04' 58"       |                    |
| 6.                 | Ilan Van Wilder    | Soudal Quick-Step       | + 2t 12' 14"       |                    |

### Holdkonkurrencen
| Holdkonkurrence | Holdkonkurrence            | Holdkonkurrence | Holdkonkurrence |
| Hold            | Hold                       | Tid             |                 |
| --------------- | -------------------------- | --------------- | --------------- |
| 1.              | Team Visma \| Lease a Bike | 232t 01' 32"    |                 |
| 2.              | UAE Team Emirates XRG      | + 24' 26"       |                 |
| 3.              | Red Bull-BORA-hansgrohe    | + 1t 24' 47"    |                 |
| 4.              | Arkéa-B&B Hotels           | + 2t 10' 52"    |                 |

## Hold og ryttere
23 hold stillede til start med hver otte ryttere. Ud af de 184 startende fra 27 nationaliteter, var der 49 debutanter, hvor Iván Romeo fra Movistar Team var den yngste og Bert Van Lerberghe fra Soudal Quick-Step den ældste. Geraint Thomas (Ineos Grenadiers) var med sin 14 deltagelse den rytter som havde stillet til start flest gange.
Udover at være den yngste debutant, var Iván Romeo med sine 21 år og 323 dage også løbets yngste rytter. Geraint Thomas var den ældste med 39 år og 41 dage. Gennemsnitsalderen for alle startende var 28 år og 243 dage.
| UCI WorldTeams (18)- Alpecin-Deceuninck - Arkéa-B&B Hotels - Bahrain-Victorious - Cofidis - Decathlon AG2R La Mondiale Team - EF Education-EasyPost - Groupama-FDJ - Ineos Grenadiers - Intermarché-Wanty - Lidl-Trek - Movistar Team - Red Bull-BORA-hansgrohe - Soudal Quick-Step - Team Jayco AlUla - Team Picnic-PostNL - Team Visma \| Lease a Bike - UAE Team Emirates XRG - XDS Astana Team UCI ProTeams (5)- Lotto - Israel-Premier Tech - Team TotalEnergies - Tudor Pro Cycling Team - Uno-X Mobility |
| |

### Antal vundne etaper pr. hold
| Antal vundne etaper pr. hold |                            |       |                                                          |
| Rang                         | Hold                       | Sejre | Ryttere                                                  |
| 1                            | UAE Team Emirates XRG      | 5     | Tadej Pogačar (4), Tim Wellens                           |
| 2                            | Soudal Quick-Step          | 4     | Tim Merlier (2), Remco Evenepoel, Valentin Paret-Peintre |
| 3                            | Alpecin-Deceuninck         | 3     | Jasper Philipsen, Mathieu van der Poel, Kaden Groves     |
| 4                            | Lidl-Trek                  | 2     | Jonathan Milan (2)                                       |
| 4                            | Ineos Grenadiers           | 2     | Thymen Arensman (2)                                      |
| 4                            | Team Visma \| Lease a Bike | 2     | Simon Yates, Wout van Aert                               |
| 5                            | EF Education-EasyPost      | 1     | Ben Healy                                                |
| 5                            | Uno-X Mobility             | 1     | Jonas Abrahamsen                                         |
| 5                            | Team Jayco AlUla           | 1     | Ben O'Connor                                             |

### Nationalitet og antal på ryttere
184 ryttere med 27 forskellige nationaliteter stillede til start. 160 ryttere gennemførte løbet. 
| Land           | Ved start | Forskel fra 2024 | Efter 21. etape | Etapesejre                                               |
| -------------- | --------- | ---------------- | --------------- | -------------------------------------------------------- |
| Frankrig       | 38        | 6                | 35 ( 3)         | 1 (Paret-Peintre)                                        |
| Belgien        | 29        | 1                | 24 ( 5)         | 6 (Philipsen, Merlier (2), Evenepoel, Wellens, van Aert) |
| Holland        | 13        | 1                | 9 ( 4)          | 3 (Van der Poel, Arensman (2))                           |
| Storbritannien | 11        | –                | 11              | 1 (Yates)                                                |
| Italien        | 11        | 3                | 9 ( 2)          | 2 (Milan (2))                                            |
| Australien     | 10        | 4                | 9 ( 1)          | 2 (O'Connor, Groves)                                     |
| Tyskland       | 10        | 2                | 9 ( 1)          |                                                          |
| Spanien        | 10        | 5                | 8 ( 2)          |                                                          |
| Norge          | 8         | 1                | 7 ( 1)          | 1 (Abrahamsen)                                           |
| Danmark        | 6         | 2                | 5 ( 1)          |                                                          |
| USA            | 5         | 2                | 5               |                                                          |
| Schweiz        | 5         | 2                | 4 ( 1)          |                                                          |
| Slovenien      | 4         | 1                | 4               | 4 (Pogačar (4))                                          |
| Colombia       | 4         | –                | 4               |                                                          |
| Østrig         | 3         | –                | 3               |                                                          |
| Portugal       | 2         | 1                | 1 ( 1)          |                                                          |
| Irland         | 2         | –                | 1 ( 1)          | 1 (Healy)                                                |
| Canada         | 2         | 1                | 2               |                                                          |
| Kasakhstan     | 2         | –                | 1 ( 1)          |                                                          |
| Letland        | 2         | –                | 2               |                                                          |
| Polen          | 1         | –                | 1               |                                                          |
| Tjekkiet       | 1         | –                | 1               |                                                          |
| New Zealand    | 1         | 1                | 1               |                                                          |
| Argentina      | 1         | 1                | 1               |                                                          |
| Ecuador        | 1         | –                | 1               |                                                          |
| Eritrea        | 1         | –                | 1               |                                                          |
| Rusland        | 1         | –                | 1               |                                                          |
| Total          | 184       |                  | 160 ( 24)       | 21                                                       |

### Danske ryttere
Seks danske ryttere fra fem forskellige hold stod på startstregen til 1. etape. Det var det laveste antal siden Tour de France 2018 hvor fem danskere stillede til start. Michael Valgren var det ottende gang han stillede til start i Touren, hvor 2015 var første gang, og 2021 den seneste. Magnus Cort stillede til start for syvende gang, Kasper Asgreen for sjette gang, Vingegaard den femte, Skjelmose den anden, mens Tobias Lund Andresen var debutant.
Mattias Skjelmose udgik på 14. etape efter at han var kørt ind i en skilt på en midterhelle, og beskadigede den venstre arm.
| Danske ryttere på startlisten |                      |                            |           |
| Rygnummer                     | Rytter               | Hold                       | Placering |
| 11                            | Jonas Vingegaard     | Team Visma \| Lease a Bike | 2         |
| 33                            | Kasper Asgreen       | EF Education-EasyPost      | 91        |
| 37                            | Michael Valgren      | EF Education-EasyPost      | 72        |
| 85                            | Mattias Skjelmose    | Lidl-Trek                  | DNF–14    |
| 195                           | Tobias Lund Andresen | Team Picnic PostNL         | 96        |
| 223                           | Magnus Cort          | Uno-X Mobility             | 130       |

* DNF = gennemførte ikke

### Startliste
| UAE Team Emirates XRG UAD                        | UAE Team Emirates XRG UAD         | UAE Team Emirates XRG UAD |
| ------------------------------------------------ | --------------------------------- | ------------------------- |
| Nr.                                              | Rytter                            | Placering                 |
| 1                                                | Tadej Pogačar (SLO) (landevej)    | 1.                        |
| 2                                                | João Almeida (POR)                | DNF-9                     |
| 3                                                | Jhonatan Narváez (ECU) (landevej) | 13.                       |
| 4                                                | Nils Politt (GER)                 | 75.                       |
| 5                                                | Pavel Sivakov (FRA)               | 87.                       |
| 6                                                | Marc Soler (ESP)                  | 29.                       |
| 7                                                | Tim Wellens (BEL) (landevej)      | 37.                       |
| 8                                                | Adam Yates (GBR)                  | 24.                       |
| Sportsdirektør: Marco Marcato, Simone Pedrazzini |                                   |                           |

| Team Visma \| Lease a Bike TVL                                     | Team Visma \| Lease a Bike TVL     | Team Visma \| Lease a Bike TVL |
| ------------------------------------------------------------------ | ---------------------------------- | ------------------------------ |
| Nr.                                                                | Rytter                             | Placering                      |
| 11                                                                 | Jonas Vingegaard (DEN)             | 2.                             |
| 12                                                                 | Edoardo Affini (ITA) (enkeltstart) | 118.                           |
| 13                                                                 | Tiesj Benoot (BEL)                 | 54.                            |
| 14                                                                 | Victor Campenaerts (BEL)           | 28.                            |
| 15                                                                 | Matteo Jorgenson (USA)             | 19.                            |
| 16                                                                 | Sepp Kuss (USA)                    | 17.                            |
| 17                                                                 | Wout van Aert (BEL)                | 67.                            |
| 18                                                                 | Simon Yates (GBR)                  | 15.                            |
| Sportsdirektør: Frans Maassen, Arthur Van Dongen, Grischa Niermann |                                    |                                |

| Soudal Quick-Step SOQ                      | Soudal Quick-Step SOQ                     | Soudal Quick-Step SOQ |
| ------------------------------------------ | ----------------------------------------- | --------------------- |
| Nr.                                        | Rytter                                    | Placering             |
| 21                                         | Remco Evenepoel (BEL) (enkeltstart)       | DNF-14                |
| 22                                         | Mattia Cattaneo (ITA)                     | DNF-7                 |
| 23                                         | Pascal Eenkhoorn (NED)                    |                       |
| 24                                         | Tim Merlier (BEL) (landevej)              |                       |
| 25                                         | Valentin Paret-Peintre (FRA)              |                       |
| 26                                         | Maximilian Schachmann (GER) (enkeltstart) |                       |
| 27                                         | Bert Van Lerberghe (BEL)                  |                       |
| 28                                         | Ilan Van Wilder (BEL)                     |                       |
| Sportsdirektør: Klaas Lodewyck, Tom Steels |                                           |                       |

| EF Education-EasyPost EFE                       | EF Education-EasyPost EFE | EF Education-EasyPost EFE |
| ----------------------------------------------- | ------------------------- | ------------------------- |
| Nr.                                             | Rytter                    | Placering                 |
| 31                                              | Ben Healy (IRL)           |                           |
| 32                                              | Vincenzo Albanese (ITA)   |                           |
| 33                                              | Kasper Asgreen (DEN)      |                           |
| 34                                              | Alex Baudin (FRA)         |                           |
| 35                                              | Neilson Powless (USA)     |                           |
| 36                                              | Harry Sweeny (AUS)        |                           |
| 37                                              | Michael Valgren (DEN)     |                           |
| 38                                              | Marijn van den Berg (NED) | DNS-10                    |
| Sportsdirektør: Andreas Klier, Charles Wegelius |                           |                           |

| Intermarché-Wanty IWA                              | Intermarché-Wanty IWA             | Intermarché-Wanty IWA |
| -------------------------------------------------- | --------------------------------- | --------------------- |
| Nr.                                                | Rytter                            | Placering             |
| 41                                                 | Biniam Girmay (ERI)               |                       |
| 42                                                 | Louis Barré (FRA)                 |                       |
| 43                                                 | Vito Braet (BEL)                  |                       |
| 44                                                 | Hugo Page (FRA)                   |                       |
| 45                                                 | Laurenz Rex (BEL)                 |                       |
| 46                                                 | Jonas Rutsch (GER)                |                       |
| 47                                                 | Roel van Sintmaartensdijk (NED)   |                       |
| 48                                                 | Georg Zimmermann (GER) (landevej) | DNS-10                |
| Sportsdirektør: Pieter Vanspeybrouck, Aike Visbeek |                                   |                       |

| Bahrain Victorious TBV                               | Bahrain Victorious TBV  | Bahrain Victorious TBV |
| ---------------------------------------------------- | ----------------------- | ---------------------- |
| Nr.                                                  | Rytter                  | Placering              |
| 51                                                   | Santiago Buitrago (COL) |                        |
| 52                                                   | Phil Bauhaus (GER)      |                        |
| 53                                                   | Kamil Gradek (POL)      |                        |
| 54                                                   | Jack Haig (AUS)         | DNF-7                  |
| 55                                                   | Lenny Martinez (FRA)    |                        |
| 56                                                   | Matej Mohorič (SLO)     |                        |
| 57                                                   | Robert Stannard (AUS)   |                        |
| 58                                                   | Fred Wright (GBR)       |                        |
| Sportsdirektør: Roman Kreuziger, Vladimir Miholjević |                         |                        |

| Ineos Grenadiers IGD                                | Ineos Grenadiers IGD              | Ineos Grenadiers IGD |
| --------------------------------------------------- | --------------------------------- | -------------------- |
| Nr.                                                 | Rytter                            | Placering            |
| 61                                                  | Geraint Thomas (GBR)              |                      |
| 62                                                  | Thymen Arensman (NED)             |                      |
| 63                                                  | Tobias Foss (NOR) (enkeltstart)   |                      |
| 64                                                  | Filippo Ganna (ITA) (enkeltstart) | DNF-1                |
| 65                                                  | Axel Laurance (FRA)               |                      |
| 66                                                  | Carlos Rodríguez (ESP)            | DNS-18               |
| 67                                                  | Connor Swift (GBR)                |                      |
| 68                                                  | Samuel Watson (GBR) (landevej)    |                      |
| Sportsdirektør: Kurt-Asle Arvesen, Zakkari Dempster |                                   |                      |

| Red Bull-Bora-Hansgrohe RBH                       | Red Bull-Bora-Hansgrohe RBH       | Red Bull-Bora-Hansgrohe RBH |
| ------------------------------------------------- | --------------------------------- | --------------------------- |
| Nr.                                               | Rytter                            | Placering                   |
| 71                                                | Primož Roglič (SLO)               |                             |
| 72                                                | Florian Lipowitz (GER)            |                             |
| 73                                                | Jordi Meeus (BEL)                 |                             |
| 74                                                | Gianni Moscon (ITA)               |                             |
| 75                                                | Laurence Pithie (NZL)             |                             |
| 76                                                | Mick van Dijke (NED)              |                             |
| 77                                                | Danny van Poppel (NED) (landevej) | DNS-17                      |
| 78                                                | Aleksandr Vlasov                  |                             |
| Sportsdirektør: Bernhard Eisel, Enrico Gasparotto |                                   |                             |

| Lidl-Trek LTK                                 | Lidl-Trek LTK                                | Lidl-Trek LTK |
| --------------------------------------------- | -------------------------------------------- | ------------- |
| Nr.                                           | Rytter                                       | Placering     |
| 81                                            | Jonathan Milan (ITA)                         | 146.          |
| 82                                            | Simone Consonni (ITA)                        | 160.          |
| 83                                            | Thibau Nys (BEL)                             | 116.          |
| 84                                            | Quinn Simmons (USA) (landevej)               | 59.           |
| 85                                            | Mattias Skjelmose (DEN)                      | DNF-14        |
| 86                                            | Toms Skujiņš (LAT) (landevej og enkeltstart) | 95.           |
| 87                                            | Jasper Stuyven (BEL)                         | 62.           |
| 88                                            | Edward Theuns (BEL)                          | 159.          |
| Sportsdirektør: Kim Andersen, Steven de Jongh |                                              |               |

| Groupama-FDJ GFC                                    | Groupama-FDJ GFC                | Groupama-FDJ GFC |
| --------------------------------------------------- | ------------------------------- | ---------------- |
| Nr.                                                 | Rytter                          | Placering        |
| 91                                                  | Guillaume Martin-Guyonnet (FRA) |                  |
| 92                                                  | Lewis Askey (GBR)               |                  |
| 93                                                  | Cyril Barthe (FRA)              | DNS-18           |
| 94                                                  | Romain Grégoire (FRA)           |                  |
| 95                                                  | Valentin Madouas (FRA)          |                  |
| 96                                                  | Quentin Pacher (FRA)            |                  |
| 97                                                  | Paul Penhoët (FRA)              |                  |
| 98                                                  | Clément Russo (FRA)             |                  |
| Sportsdirektør: Stéphane Goubert, Benoît Vaugrenard |                                 |                  |

| Alpecin-Deceuninck ADC                                | Alpecin-Deceuninck ADC     | Alpecin-Deceuninck ADC |
| ----------------------------------------------------- | -------------------------- | ---------------------- |
| Nr.                                                   | Rytter                     | Placering              |
| 101                                                   | Jasper Philipsen (BEL)     | DNF-3                  |
| 102                                                   | Silvan Dillier (SUI)       |                        |
| 103                                                   | Kaden Groves (AUS)         |                        |
| 104                                                   | Xandro Meurisse (BEL)      |                        |
| 105                                                   | Jonas Rickaert (BEL)       |                        |
| 106                                                   | Mathieu van der Poel (NED) | DNS-16                 |
| 107                                                   | Gianni Vermeersch (BEL)    |                        |
| 108                                                   | Emiel Verstrynge (BEL)     |                        |
| Sportsdirektør: Christoph Roodhooft, Frederik Willems |                            |                        |

| Tudor Pro Cycling Team TUD                          | Tudor Pro Cycling Team TUD | Tudor Pro Cycling Team TUD |
| --------------------------------------------------- | -------------------------- | -------------------------- |
| Nr.                                                 | Rytter                     | Placering                  |
| 111                                                 | Julian Alaphilippe (FRA)   |                            |
| 112                                                 | Alberto Dainese (ITA)      |                            |
| 113                                                 | Marco Haller (AUT)         |                            |
| 114                                                 | Marc Hirschi (SUI)         |                            |
| 115                                                 | Fabian Lienhard (SUI)      |                            |
| 116                                                 | Marius Mayrhofer (GER)     |                            |
| 117                                                 | Michael Storer (AUS)       |                            |
| 118                                                 | Matteo Trentin (ITA)       |                            |
| Sportsdirektør: Sylvain Blanquefort, Matteo Tosatto |                            |                            |

| Team Jayco AlUla JAY                             | Team Jayco AlUla JAY                         | Team Jayco AlUla JAY |
| ------------------------------------------------ | -------------------------------------------- | -------------------- |
| Nr.                                              | Rytter                                       | Placering            |
| 121                                              | Ben O'Connor (AUS)                           |                      |
| 122                                              | Eddie Dunbar (IRL)                           | DNF-8                |
| 123                                              | Luke Durbridge (AUS) (landevej)              |                      |
| 124                                              | Dylan Groenewegen (NED)                      |                      |
| 125                                              | Luka Mezgec (SLO)                            |                      |
| 126                                              | Luke Plapp (AUS) (enkeltstart)               |                      |
| 127                                              | Elmar Reinders (NED)                         |                      |
| 128                                              | Mauro Schmid (SUI) (landevej og enkeltstart) |                      |
| Sportsdirektør: Steve Cummings, David McPartland |                                              |                      |

| Arkéa-B&B Hotels ARK                       | Arkéa-B&B Hotels ARK     | Arkéa-B&B Hotels ARK |
| ------------------------------------------ | ------------------------ | -------------------- |
| Nr.                                        | Rytter                   | Placering            |
| 131                                        | Kévin Vauquelin (FRA)    |                      |
| 132                                        | Amaury Capiot (BEL)      |                      |
| 133                                        | Ewen Costiou (FRA)       |                      |
| 134                                        | Arnaud Démare (FRA)      |                      |
| 135                                        | Raúl García Pierna (ESP) |                      |
| 136                                        | Mathis Le Berre (FRA)    |                      |
| 137                                        | Cristián Rodríguez (ESP) |                      |
| 138                                        | Clément Venturini (FRA)  |                      |
| Sportsdirektør: Yvon Ledanois, Didier Rous |                          |                      |

| Movistar Team MOV                                  | Movistar Team MOV           | Movistar Team MOV |
| -------------------------------------------------- | --------------------------- | ----------------- |
| Nr.                                                | Rytter                      | Placering         |
| 141                                                | Enric Mas (ESP)             | DNF-18            |
| 142                                                | Will Barta (USA)            |                   |
| 143                                                | Pablo Castrillo (ESP)       |                   |
| 144                                                | Nelson Oliveira (POR)       |                   |
| 145                                                | Iván García Cortina (ESP)   |                   |
| 146                                                | Gregor Mühlberger (AUT)     |                   |
| 147                                                | Iván Romeo (ESP) (landevej) |                   |
| 148                                                | Einer Rubio (COL)           |                   |
| Sportsdirektør: José Vicente García, Pablo Lastras |                             |                   |

| Decathlon-AG2R La Mondiale DAT               | Decathlon-AG2R La Mondiale DAT     | Decathlon-AG2R La Mondiale DAT |
| -------------------------------------------- | ---------------------------------- | ------------------------------ |
| Nr.                                          | Rytter                             | Placering                      |
| 151                                          | Felix Gall (AUT)                   |                                |
| 152                                          | Bruno Armirail (FRA) (enkeltstart) |                                |
| 153                                          | Clément Berthet (FRA)              |                                |
| 154                                          | Stefan Bissegger (SUI)             | DNF-1                          |
| 155                                          | Oliver Naesen (BEL)                |                                |
| 156                                          | Aurélien Paret-Peintre (FRA)       |                                |
| 157                                          | Callum Scotson (AUS)               |                                |
| 158                                          | Bastien Tronchon (FRA)             |                                |
| Sportsdirektør: Cyril Dessel, Sébastien Joly |                                    |                                |

| Cofidis COF                                           | Cofidis COF            | Cofidis COF |
| ----------------------------------------------------- | ---------------------- | ----------- |
| Nr.                                                   | Rytter                 | Placering   |
| 161                                                   | Emanuel Buchmann (GER) |             |
| 162                                                   | Alex Aranburu (ESP)    |             |
| 163                                                   | Bryan Coquard (FRA)    | DNS-14      |
| 164                                                   | Jon Izagirre (ESP)     |             |
| 165                                                   | Alexis Renard (FRA)    |             |
| 166                                                   | Dylan Teuns (BEL)      |             |
| 167                                                   | Benjamin Thomas (FRA)  |             |
| 168                                                   | Damien Touzé (FRA)     |             |
| Sportsdirektør: Gorka Gerrikagoitia, Thierry Marichal |                        |             |

| XDS Astana Team XAT                           | XDS Astana Team XAT                              | XDS Astana Team XAT |
| --------------------------------------------- | ------------------------------------------------ | ------------------- |
| Nr.                                           | Rytter                                           | Placering           |
| 171                                           | Harold Tejada (COL)                              |                     |
| 172                                           | Davide Ballerini (ITA)                           |                     |
| 173                                           | Cees Bol (NED)                                   | DNS-12              |
| 174                                           | Clément Champoussin (FRA)                        |                     |
| 175                                           | Jevgenij Fedorov (KAZ) (landevej og enkeltstart) | DNS-20              |
| 176                                           | Sergio Higuita (COL)                             |                     |
| 177                                           | Mike Teunissen (NED)                             |                     |
| 178                                           | Simone Velasco (ITA)                             |                     |
| Sportsdirektør: Dmitrij Fofonov, Mark Renshaw |                                                  |                     |

| Team TotalEnergies TEN                         | Team TotalEnergies TEN   | Team TotalEnergies TEN |
| ---------------------------------------------- | ------------------------ | ---------------------- |
| Nr.                                            | Rytter                   | Placering              |
| 181                                            | Steff Cras (BEL)         | DNF-14                 |
| 182                                            | Mathieu Burgaudeau (FRA) |                        |
| 183                                            | Alexandre Delettre (FRA) |                        |
| 184                                            | Thomas Gachignard (FRA)  |                        |
| 185                                            | Émilien Jeannière (FRA)  | DNS-5                  |
| 186                                            | Jordan Jegat (FRA)       |                        |
| 187                                            | Anthony Turgis (FRA)     |                        |
| 188                                            | Mattéo Vercher (FRA)     |                        |
| Sportsdirektør: Lylian Lebreton, Romain Sicard |                          |                        |

| Team Picnic-PostNL TPP                             | Team Picnic-PostNL TPP     | Team Picnic-PostNL TPP |
| -------------------------------------------------- | -------------------------- | ---------------------- |
| Nr.                                                | Rytter                     | Placering              |
| 191                                                | Oscar Onley (GBR)          |                        |
| 192                                                | Warren Barguil (FRA)       |                        |
| 193                                                | Pavel Bittner (CZE)        |                        |
| 194                                                | Sean Flynn (GBR)           |                        |
| 195                                                | Tobias Lund Andresen (DEN) |                        |
| 196                                                | Niklas Märkl (GER)         |                        |
| 197                                                | Tim Naberman (NED)         |                        |
| 198                                                | Frank van den Broek (NED)  |                        |
| Sportsdirektør: Christian Guiberteau, Pim Ligthart |                            |                        |

| Israel-Premier Tech IPT                  | Israel-Premier Tech IPT | Israel-Premier Tech IPT |
| ---------------------------------------- | ----------------------- | ----------------------- |
| Nr.                                      | Rytter                  | Placering               |
| 201                                      | Michael Woods (CAN)     |                         |
| 202                                      | Pascal Ackermann (GER)  |                         |
| 203                                      | Joseph Blackmore (GBR)  |                         |
| 204                                      | Guillaume Boivin (CAN)  |                         |
| 205                                      | Matis Louvel (FRA)      |                         |
| 206                                      | Aleksej Lutsenko (KAZ)  |                         |
| 207                                      | Krists Neilands (LAT)   |                         |
| 208                                      | Jake Stewart (GBR)      |                         |
| Sportsdirektør: Steve Bauer, Dror Pekatz |                         |                         |

| Lotto LOT                                  | Lotto LOT                 | Lotto LOT |
| ------------------------------------------ | ------------------------- | --------- |
| Nr.                                        | Rytter                    | Placering |
| 211                                        | Arnaud De Lie (BEL)       |           |
| 212                                        | Jenno Berckmoes (BEL)     |           |
| 213                                        | Jasper De Buyst (BEL)     | DNS-5     |
| 214                                        | Jarrad Drizners (AUS)     |           |
| 215                                        | Sébastien Grignard (BEL)  |           |
| 216                                        | Eduardo Sepúlveda (ARG)   |           |
| 217                                        | Lennert Van Eetvelt (BEL) | DNS-15    |
| 218                                        | Brent Van Moer (BEL)      |           |
| Sportsdirektør: Mario Aerts, Tony Gallopin |                           |           |

| Uno-X Mobility UXM                                                  | Uno-X Mobility UXM                  | Uno-X Mobility UXM |
| ------------------------------------------------------------------- | ----------------------------------- | ------------------ |
| Nr.                                                                 | Rytter                              | Placering          |
| 221                                                                 | Tobias Halland Johannessen (NOR)    | 6.                 |
| 222                                                                 | Jonas Abrahamsen (NOR)              | 71.                |
| 223                                                                 | Magnus Cort (DEN)                   | 130.               |
| 224                                                                 | Stian Fredheim (NOR)                | 139.               |
| 225                                                                 | Markus Hoelgaard (NOR)              | 64.                |
| 226                                                                 | Anders Halland Johannessen (NOR)    | 76.                |
| 227                                                                 | Andreas Leknessund (NOR) (landevej) | 57.                |
| 228                                                                 | Søren Wærenskjold (NOR)             | DNF-10             |
| Sportsdirektør: Stig Kristiansen, Gabriel Rasch, Christian Andersen |                                     |                    |

| UAE Team Emirates XRG UAD                        | UAE Team Emirates XRG UAD         | UAE Team Emirates XRG UAD |
| ------------------------------------------------ | --------------------------------- | ------------------------- |
| Nr.                                              | Rytter                            | Placering                 |
| 1                                                | Tadej Pogačar (SLO) (landevej)    | 1.                        |
| 2                                                | João Almeida (POR)                | DNF-9                     |
| 3                                                | Jhonatan Narváez (ECU) (landevej) | 13.                       |
| 4                                                | Nils Politt (GER)                 | 75.                       |
| 5                                                | Pavel Sivakov (FRA)               | 87.                       |
| 6                                                | Marc Soler (ESP)                  | 29.                       |
| 7                                                | Tim Wellens (BEL) (landevej)      | 37.                       |
| 8                                                | Adam Yates (GBR)                  | 24.                       |
| Sportsdirektør: Marco Marcato, Simone Pedrazzini |                                   |                           |

| Team Visma \| Lease a Bike TVL                                     | Team Visma \| Lease a Bike TVL     | Team Visma \| Lease a Bike TVL |
| ------------------------------------------------------------------ | ---------------------------------- | ------------------------------ |
| Nr.                                                                | Rytter                             | Placering                      |
| 11                                                                 | Jonas Vingegaard (DEN)             | 2.                             |
| 12                                                                 | Edoardo Affini (ITA) (enkeltstart) | 118.                           |
| 13                                                                 | Tiesj Benoot (BEL)                 | 54.                            |
| 14                                                                 | Victor Campenaerts (BEL)           | 28.                            |
| 15                                                                 | Matteo Jorgenson (USA)             | 19.                            |
| 16                                                                 | Sepp Kuss (USA)                    | 17.                            |
| 17                                                                 | Wout van Aert (BEL)                | 67.                            |
| 18                                                                 | Simon Yates (GBR)                  | 15.                            |
| Sportsdirektør: Frans Maassen, Arthur Van Dongen, Grischa Niermann |                                    |                                |

| Soudal Quick-Step SOQ                      | Soudal Quick-Step SOQ                     | Soudal Quick-Step SOQ |
| ------------------------------------------ | ----------------------------------------- | --------------------- |
| Nr.                                        | Rytter                                    | Placering             |
| 21                                         | Remco Evenepoel (BEL) (enkeltstart)       | DNF-14                |
| 22                                         | Mattia Cattaneo (ITA)                     | DNF-7                 |
| 23                                         | Pascal Eenkhoorn (NED)                    |                       |
| 24                                         | Tim Merlier (BEL) (landevej)              |                       |
| 25                                         | Valentin Paret-Peintre (FRA)              |                       |
| 26                                         | Maximilian Schachmann (GER) (enkeltstart) |                       |
| 27                                         | Bert Van Lerberghe (BEL)                  |                       |
| 28                                         | Ilan Van Wilder (BEL)                     |                       |
| Sportsdirektør: Klaas Lodewyck, Tom Steels |                                           |                       |

| EF Education-EasyPost EFE                       | EF Education-EasyPost EFE | EF Education-EasyPost EFE |
| ----------------------------------------------- | ------------------------- | ------------------------- |
| Nr.                                             | Rytter                    | Placering                 |
| 31                                              | Ben Healy (IRL)           |                           |
| 32                                              | Vincenzo Albanese (ITA)   |                           |
| 33                                              | Kasper Asgreen (DEN)      |                           |
| 34                                              | Alex Baudin (FRA)         |                           |
| 35                                              | Neilson Powless (USA)     |                           |
| 36                                              | Harry Sweeny (AUS)        |                           |
| 37                                              | Michael Valgren (DEN)     |                           |
| 38                                              | Marijn van den Berg (NED) | DNS-10                    |
| Sportsdirektør: Andreas Klier, Charles Wegelius |                           |                           |

| Intermarché-Wanty IWA                              | Intermarché-Wanty IWA             | Intermarché-Wanty IWA |
| -------------------------------------------------- | --------------------------------- | --------------------- |
| Nr.                                                | Rytter                            | Placering             |
| 41                                                 | Biniam Girmay (ERI)               |                       |
| 42                                                 | Louis Barré (FRA)                 |                       |
| 43                                                 | Vito Braet (BEL)                  |                       |
| 44                                                 | Hugo Page (FRA)                   |                       |
| 45                                                 | Laurenz Rex (BEL)                 |                       |
| 46                                                 | Jonas Rutsch (GER)                |                       |
| 47                                                 | Roel van Sintmaartensdijk (NED)   |                       |
| 48                                                 | Georg Zimmermann (GER) (landevej) | DNS-10                |
| Sportsdirektør: Pieter Vanspeybrouck, Aike Visbeek |                                   |                       |

| Bahrain Victorious TBV                               | Bahrain Victorious TBV  | Bahrain Victorious TBV |
| ---------------------------------------------------- | ----------------------- | ---------------------- |
| Nr.                                                  | Rytter                  | Placering              |
| 51                                                   | Santiago Buitrago (COL) |                        |
| 52                                                   | Phil Bauhaus (GER)      |                        |
| 53                                                   | Kamil Gradek (POL)      |                        |
| 54                                                   | Jack Haig (AUS)         | DNF-7                  |
| 55                                                   | Lenny Martinez (FRA)    |                        |
| 56                                                   | Matej Mohorič (SLO)     |                        |
| 57                                                   | Robert Stannard (AUS)   |                        |
| 58                                                   | Fred Wright (GBR)       |                        |
| Sportsdirektør: Roman Kreuziger, Vladimir Miholjević |                         |                        |

| Ineos Grenadiers IGD                                | Ineos Grenadiers IGD              | Ineos Grenadiers IGD |
| --------------------------------------------------- | --------------------------------- | -------------------- |
| Nr.                                                 | Rytter                            | Placering            |
| 61                                                  | Geraint Thomas (GBR)              |                      |
| 62                                                  | Thymen Arensman (NED)             |                      |
| 63                                                  | Tobias Foss (NOR) (enkeltstart)   |                      |
| 64                                                  | Filippo Ganna (ITA) (enkeltstart) | DNF-1                |
| 65                                                  | Axel Laurance (FRA)               |                      |
| 66                                                  | Carlos Rodríguez (ESP)            | DNS-18               |
| 67                                                  | Connor Swift (GBR)                |                      |
| 68                                                  | Samuel Watson (GBR) (landevej)    |                      |
| Sportsdirektør: Kurt-Asle Arvesen, Zakkari Dempster |                                   |                      |

| Red Bull-Bora-Hansgrohe RBH                       | Red Bull-Bora-Hansgrohe RBH       | Red Bull-Bora-Hansgrohe RBH |
| ------------------------------------------------- | --------------------------------- | --------------------------- |
| Nr.                                               | Rytter                            | Placering                   |
| 71                                                | Primož Roglič (SLO)               |                             |
| 72                                                | Florian Lipowitz (GER)            |                             |
| 73                                                | Jordi Meeus (BEL)                 |                             |
| 74                                                | Gianni Moscon (ITA)               |                             |
| 75                                                | Laurence Pithie (NZL)             |                             |
| 76                                                | Mick van Dijke (NED)              |                             |
| 77                                                | Danny van Poppel (NED) (landevej) | DNS-17                      |
| 78                                                | Aleksandr Vlasov                  |                             |
| Sportsdirektør: Bernhard Eisel, Enrico Gasparotto |                                   |                             |

| Lidl-Trek LTK                                 | Lidl-Trek LTK                                | Lidl-Trek LTK |
| --------------------------------------------- | -------------------------------------------- | ------------- |
| Nr.                                           | Rytter                                       | Placering     |
| 81                                            | Jonathan Milan (ITA)                         | 146.          |
| 82                                            | Simone Consonni (ITA)                        | 160.          |
| 83                                            | Thibau Nys (BEL)                             | 116.          |
| 84                                            | Quinn Simmons (USA) (landevej)               | 59.           |
| 85                                            | Mattias Skjelmose (DEN)                      | DNF-14        |
| 86                                            | Toms Skujiņš (LAT) (landevej og enkeltstart) | 95.           |
| 87                                            | Jasper Stuyven (BEL)                         | 62.           |
| 88                                            | Edward Theuns (BEL)                          | 159.          |
| Sportsdirektør: Kim Andersen, Steven de Jongh |                                              |               |

| Groupama-FDJ GFC                                    | Groupama-FDJ GFC                | Groupama-FDJ GFC |
| --------------------------------------------------- | ------------------------------- | ---------------- |
| Nr.                                                 | Rytter                          | Placering        |
| 91                                                  | Guillaume Martin-Guyonnet (FRA) |                  |
| 92                                                  | Lewis Askey (GBR)               |                  |
| 93                                                  | Cyril Barthe (FRA)              | DNS-18           |
| 94                                                  | Romain Grégoire (FRA)           |                  |
| 95                                                  | Valentin Madouas (FRA)          |                  |
| 96                                                  | Quentin Pacher (FRA)            |                  |
| 97                                                  | Paul Penhoët (FRA)              |                  |
| 98                                                  | Clément Russo (FRA)             |                  |
| Sportsdirektør: Stéphane Goubert, Benoît Vaugrenard |                                 |                  |

| Alpecin-Deceuninck ADC                                | Alpecin-Deceuninck ADC     | Alpecin-Deceuninck ADC |
| ----------------------------------------------------- | -------------------------- | ---------------------- |
| Nr.                                                   | Rytter                     | Placering              |
| 101                                                   | Jasper Philipsen (BEL)     | DNF-3                  |
| 102                                                   | Silvan Dillier (SUI)       |                        |
| 103                                                   | Kaden Groves (AUS)         |                        |
| 104                                                   | Xandro Meurisse (BEL)      |                        |
| 105                                                   | Jonas Rickaert (BEL)       |                        |
| 106                                                   | Mathieu van der Poel (NED) | DNS-16                 |
| 107                                                   | Gianni Vermeersch (BEL)    |                        |
| 108                                                   | Emiel Verstrynge (BEL)     |                        |
| Sportsdirektør: Christoph Roodhooft, Frederik Willems |                            |                        |

| Tudor Pro Cycling Team TUD                          | Tudor Pro Cycling Team TUD | Tudor Pro Cycling Team TUD |
| --------------------------------------------------- | -------------------------- | -------------------------- |
| Nr.                                                 | Rytter                     | Placering                  |
| 111                                                 | Julian Alaphilippe (FRA)   |                            |
| 112                                                 | Alberto Dainese (ITA)      |                            |
| 113                                                 | Marco Haller (AUT)         |                            |
| 114                                                 | Marc Hirschi (SUI)         |                            |
| 115                                                 | Fabian Lienhard (SUI)      |                            |
| 116                                                 | Marius Mayrhofer (GER)     |                            |
| 117                                                 | Michael Storer (AUS)       |                            |
| 118                                                 | Matteo Trentin (ITA)       |                            |
| Sportsdirektør: Sylvain Blanquefort, Matteo Tosatto |                            |                            |

| Team Jayco AlUla JAY                             | Team Jayco AlUla JAY                         | Team Jayco AlUla JAY |
| ------------------------------------------------ | -------------------------------------------- | -------------------- |
| Nr.                                              | Rytter                                       | Placering            |
| 121                                              | Ben O'Connor (AUS)                           |                      |
| 122                                              | Eddie Dunbar (IRL)                           | DNF-8                |
| 123                                              | Luke Durbridge (AUS) (landevej)              |                      |
| 124                                              | Dylan Groenewegen (NED)                      |                      |
| 125                                              | Luka Mezgec (SLO)                            |                      |
| 126                                              | Luke Plapp (AUS) (enkeltstart)               |                      |
| 127                                              | Elmar Reinders (NED)                         |                      |
| 128                                              | Mauro Schmid (SUI) (landevej og enkeltstart) |                      |
| Sportsdirektør: Steve Cummings, David McPartland |                                              |                      |

| Arkéa-B&B Hotels ARK                       | Arkéa-B&B Hotels ARK     | Arkéa-B&B Hotels ARK |
| ------------------------------------------ | ------------------------ | -------------------- |
| Nr.                                        | Rytter                   | Placering            |
| 131                                        | Kévin Vauquelin (FRA)    |                      |
| 132                                        | Amaury Capiot (BEL)      |                      |
| 133                                        | Ewen Costiou (FRA)       |                      |
| 134                                        | Arnaud Démare (FRA)      |                      |
| 135                                        | Raúl García Pierna (ESP) |                      |
| 136                                        | Mathis Le Berre (FRA)    |                      |
| 137                                        | Cristián Rodríguez (ESP) |                      |
| 138                                        | Clément Venturini (FRA)  |                      |
| Sportsdirektør: Yvon Ledanois, Didier Rous |                          |                      |

| Movistar Team MOV                                  | Movistar Team MOV           | Movistar Team MOV |
| -------------------------------------------------- | --------------------------- | ----------------- |
| Nr.                                                | Rytter                      | Placering         |
| 141                                                | Enric Mas (ESP)             | DNF-18            |
| 142                                                | Will Barta (USA)            |                   |
| 143                                                | Pablo Castrillo (ESP)       |                   |
| 144                                                | Nelson Oliveira (POR)       |                   |
| 145                                                | Iván García Cortina (ESP)   |                   |
| 146                                                | Gregor Mühlberger (AUT)     |                   |
| 147                                                | Iván Romeo (ESP) (landevej) |                   |
| 148                                                | Einer Rubio (COL)           |                   |
| Sportsdirektør: José Vicente García, Pablo Lastras |                             |                   |

| Decathlon-AG2R La Mondiale DAT               | Decathlon-AG2R La Mondiale DAT     | Decathlon-AG2R La Mondiale DAT |
| -------------------------------------------- | ---------------------------------- | ------------------------------ |
| Nr.                                          | Rytter                             | Placering                      |
| 151                                          | Felix Gall (AUT)                   |                                |
| 152                                          | Bruno Armirail (FRA) (enkeltstart) |                                |
| 153                                          | Clément Berthet (FRA)              |                                |
| 154                                          | Stefan Bissegger (SUI)             | DNF-1                          |
| 155                                          | Oliver Naesen (BEL)                |                                |
| 156                                          | Aurélien Paret-Peintre (FRA)       |                                |
| 157                                          | Callum Scotson (AUS)               |                                |
| 158                                          | Bastien Tronchon (FRA)             |                                |
| Sportsdirektør: Cyril Dessel, Sébastien Joly |                                    |                                |

| Cofidis COF                                           | Cofidis COF            | Cofidis COF |
| ----------------------------------------------------- | ---------------------- | ----------- |
| Nr.                                                   | Rytter                 | Placering   |
| 161                                                   | Emanuel Buchmann (GER) |             |
| 162                                                   | Alex Aranburu (ESP)    |             |
| 163                                                   | Bryan Coquard (FRA)    | DNS-14      |
| 164                                                   | Jon Izagirre (ESP)     |             |
| 165                                                   | Alexis Renard (FRA)    |             |
| 166                                                   | Dylan Teuns (BEL)      |             |
| 167                                                   | Benjamin Thomas (FRA)  |             |
| 168                                                   | Damien Touzé (FRA)     |             |
| Sportsdirektør: Gorka Gerrikagoitia, Thierry Marichal |                        |             |

| XDS Astana Team XAT                           | XDS Astana Team XAT                              | XDS Astana Team XAT |
| --------------------------------------------- | ------------------------------------------------ | ------------------- |
| Nr.                                           | Rytter                                           | Placering           |
| 171                                           | Harold Tejada (COL)                              |                     |
| 172                                           | Davide Ballerini (ITA)                           |                     |
| 173                                           | Cees Bol (NED)                                   | DNS-12              |
| 174                                           | Clément Champoussin (FRA)                        |                     |
| 175                                           | Jevgenij Fedorov (KAZ) (landevej og enkeltstart) | DNS-20              |
| 176                                           | Sergio Higuita (COL)                             |                     |
| 177                                           | Mike Teunissen (NED)                             |                     |
| 178                                           | Simone Velasco (ITA)                             |                     |
| Sportsdirektør: Dmitrij Fofonov, Mark Renshaw |                                                  |                     |

| Team TotalEnergies TEN                         | Team TotalEnergies TEN   | Team TotalEnergies TEN |
| ---------------------------------------------- | ------------------------ | ---------------------- |
| Nr.                                            | Rytter                   | Placering              |
| 181                                            | Steff Cras (BEL)         | DNF-14                 |
| 182                                            | Mathieu Burgaudeau (FRA) |                        |
| 183                                            | Alexandre Delettre (FRA) |                        |
| 184                                            | Thomas Gachignard (FRA)  |                        |
| 185                                            | Émilien Jeannière (FRA)  | DNS-5                  |
| 186                                            | Jordan Jegat (FRA)       |                        |
| 187                                            | Anthony Turgis (FRA)     |                        |
| 188                                            | Mattéo Vercher (FRA)     |                        |
| Sportsdirektør: Lylian Lebreton, Romain Sicard |                          |                        |

| Team Picnic-PostNL TPP                             | Team Picnic-PostNL TPP     | Team Picnic-PostNL TPP |
| -------------------------------------------------- | -------------------------- | ---------------------- |
| Nr.                                                | Rytter                     | Placering              |
| 191                                                | Oscar Onley (GBR)          |                        |
| 192                                                | Warren Barguil (FRA)       |                        |
| 193                                                | Pavel Bittner (CZE)        |                        |
| 194                                                | Sean Flynn (GBR)           |                        |
| 195                                                | Tobias Lund Andresen (DEN) |                        |
| 196                                                | Niklas Märkl (GER)         |                        |
| 197                                                | Tim Naberman (NED)         |                        |
| 198                                                | Frank van den Broek (NED)  |                        |
| Sportsdirektør: Christian Guiberteau, Pim Ligthart |                            |                        |

| Israel-Premier Tech IPT                  | Israel-Premier Tech IPT | Israel-Premier Tech IPT |
| ---------------------------------------- | ----------------------- | ----------------------- |
| Nr.                                      | Rytter                  | Placering               |
| 201                                      | Michael Woods (CAN)     |                         |
| 202                                      | Pascal Ackermann (GER)  |                         |
| 203                                      | Joseph Blackmore (GBR)  |                         |
| 204                                      | Guillaume Boivin (CAN)  |                         |
| 205                                      | Matis Louvel (FRA)      |                         |
| 206                                      | Aleksej Lutsenko (KAZ)  |                         |
| 207                                      | Krists Neilands (LAT)   |                         |
| 208                                      | Jake Stewart (GBR)      |                         |
| Sportsdirektør: Steve Bauer, Dror Pekatz |                         |                         |

| Lotto LOT                                  | Lotto LOT                 | Lotto LOT |
| ------------------------------------------ | ------------------------- | --------- |
| Nr.                                        | Rytter                    | Placering |
| 211                                        | Arnaud De Lie (BEL)       |           |
| 212                                        | Jenno Berckmoes (BEL)     |           |
| 213                                        | Jasper De Buyst (BEL)     | DNS-5     |
| 214                                        | Jarrad Drizners (AUS)     |           |
| 215                                        | Sébastien Grignard (BEL)  |           |
| 216                                        | Eduardo Sepúlveda (ARG)   |           |
| 217                                        | Lennert Van Eetvelt (BEL) | DNS-15    |
| 218                                        | Brent Van Moer (BEL)      |           |
| Sportsdirektør: Mario Aerts, Tony Gallopin |                           |           |

| Uno-X Mobility UXM                                                  | Uno-X Mobility UXM                  | Uno-X Mobility UXM |
| ------------------------------------------------------------------- | ----------------------------------- | ------------------ |
| Nr.                                                                 | Rytter                              | Placering          |
| 221                                                                 | Tobias Halland Johannessen (NOR)    | 6.                 |
| 222                                                                 | Jonas Abrahamsen (NOR)              | 71.                |
| 223                                                                 | Magnus Cort (DEN)                   | 130.               |
| 224                                                                 | Stian Fredheim (NOR)                | 139.               |
| 225                                                                 | Markus Hoelgaard (NOR)              | 64.                |
| 226                                                                 | Anders Halland Johannessen (NOR)    | 76.                |
| 227                                                                 | Andreas Leknessund (NOR) (landevej) | 57.                |
| 228                                                                 | Søren Wærenskjold (NOR)             | DNF-10             |
| Sportsdirektør: Stig Kristiansen, Gabriel Rasch, Christian Andersen |                                     |                    |